# Adolf Overweg

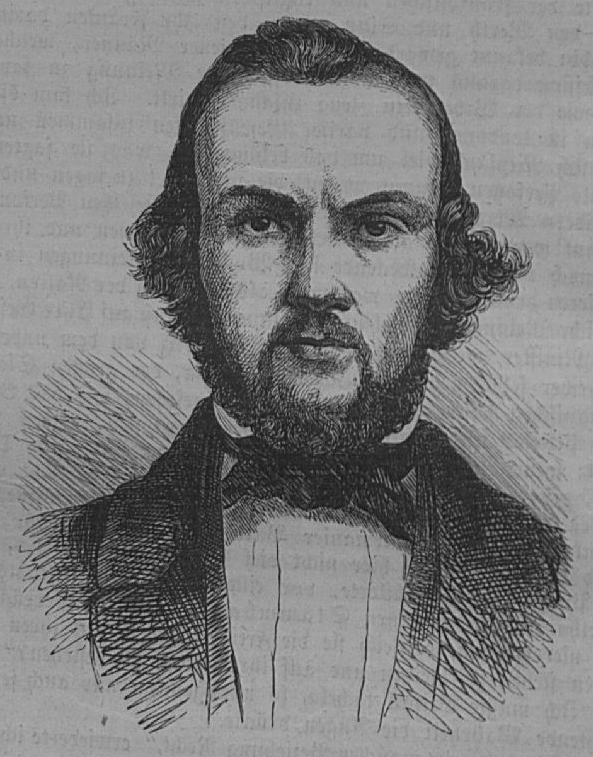
Portret van Adolf Overweg

Adolf Overweg (Hamburg, 24 juli 1822 - Maduari, bij het Tsjaadmeer, 27 september 1852) was een Duitse geoloog, astronoom en ontdekkingsreiziger. Samen met de Duitse wetenschapper Heinrich Barth en de Britse missionaris James Richardson reisde hij in 1850 vanuit Tripoli door de Sahara naar Centraal-Afrika. Hij was de eerste Europeaan die met een boot het Tsjaadmeer heeft verkend en het meer in kaart bracht.
In 1849 trad hij toe tot een expeditieteam, geleid door James Richardson. Na de dood van James Richardson nam Heinrich Barth de leiding van de expeditie op zich. In de lente van 1850 verliet het gezelschap Tripoli en reisden ze in zuidelijke richting. De expeditie vond plaats in opdracht van de Britse regering en het doel ervan was het aangaan van relaties met Centraal-Afrikaanse koninkrijken en het verkennen van onbekende oorden. Ze doorkruisten de Sahara, waarbij er ook een boot vervoerd werd op de ruggen van kamelen. Vervolgens splitste het gezelschap zich in 1851 en Adolf Overweg trok via Zinder naar Kukawa, een stad gelegen in de nabijheid van het Tsjaadmeer. Heinrich Barth trok via een andere route verder, maar is uiteindelijk ook in Kukawa aangekomen, waarna ze weer verenigd waren. James Richardson was intussen gestorven. Tijdens het verblijf in Kukawa werd Adolf Overweg ziek. Na herstel van zijn ziekte is hij per boot het Tsjaadmeer gaan verkennen. Tijdens zijn verkenningstocht beschreef hij de in het Tsjaadmeer gelegen Budduma-eilanden, die gekenmerkt werden door dichte begroeiing en waar olifanten en nijlpaarden leven. Uiteindelijk is hij in 1852 aan een onbekende ziekte overleden in Maduari, na het zwemmen in koud water.
Heinrich Barth en Adolf Overweg waren goed bevriend met elkaar. Heinrich Barth roemde de grote talenten die Overweg had als wetenschapper en waarnemer, maar vermeldde ook zijn gebrek aan discipline wat betreft het maken van ordelijke beschrijvingen en zijn jeugdige minachting van gevaren. Dit laatste zou geleid hebben tot een dood op jonge leeftijd.
- Bibliothèque nationale de France: cb151464968 (data)
- Gemeinsame Normdatei: 117191566
- International Standard Name Identifier: 0000 0000 8090 3410
- Library of Congress Control Number: no2006056953
- Nederlandse Thesaurus van Auteursnamen: 226387623
- Système universitaire de documentation: 116800631
- Virtual International Authority File: 10616928
- WorldCat: E39PBJjCJtyxhFWgy4f68x8wG3